# Helm Hamerhand

Vlag van Rohan

Helm Hamerhand (oorspronkelijk Hammerhand) is een figuur uit de boeken van de Engelse schrijver J.R.R. Tolkien.
Hij was de negende koning van Rohan. Naar hem werd de vallei van de Hoornburg genoemd, Helmsdiepte. Hij stierf in deze vallei toen hij door de Donkerlanders belegerd werd.
Zijn conflict met de Donkerlanders kende een lange geschiedenis. Vanaf de heerschappij van Helms overgrootvader Goldwine vestigden steeds meer Donkerlanders zich tussen de rivieren Isen en Adorn, een gebied dat van oudsher tot Rohan had behoord. Tijdens de heerschappij van Helm voelden de Donkerlanders in Rohan zich sterk genoeg om eisen te stellen.
Freca, een Donkerlander die zei af te stammen van koning Fréawine, reed met een grote groep Donkerlanders naar Edoras om koning Helm te dwingen zijn dochter met zijn zoon Wulf te laten trouwen. In plaats van toe te geven gaf Helm de Donkerlander een geweldige dreun met zijn vuist. Freca was op slag dood. Helm kreeg de bijnaam Hamerhand en de Donkerlanders keerden verontwaardigd huiswaarts.
Vier jaar later, in het jaar 2758 van de Derde Era, vielen Wulf en zijn wraakzuchtige Donkerlanders Rohan binnen. Gondor kon Rohan niet te hulp komen, omdat het zelf gebukt ging onder aanvallen van de Kapers van Umbar. Omdat Edoras slecht te verdedigen viel, trok Helm zich terug in het oude Gondoriaanse fort Aglarond. De zonen van Helm, Háma en Haleth, bleven achter in Edoras en werden later door Wulf vermoord. De winter van dat jaar was ongelofelijk streng en de Rohirrim hadden enorm te lijden onder deze zogenaamde Lange Winter.
Vanuit de Hoornburg leidde Helm Hamerhand verschillende uitvallen tegen de belegerende Donkerlanders. Helm Hamerhand droeg naar verluidt geen wapens en de Donkerlanders geloofden dat hij onkwetsbaar was voor wapengeweld. Helm maakte er een gewoonte van om de hoorn van de Hoornburg te laten schallen voordat hij een uitval waagde. De Donkerlanders vreesden de hoorn omdat ze Helm vreesden. Op een zekere dag liet Helm de hoorn weer schallen, maar hij keerde niet meer terug. De Rohirrim vonden zijn bevroren lichaam en geloofden dat Helms geest hun vijanden schrik zou blijven aanjagen. De hoorn die Helm liet schallen werd vanaf toen de Hoorn van Helm Hamerhand genoemd.
Hoewel Helm Hamerhand het leven had gelaten, was de winter voorbij. Helms neef, Fréaláf Hildeszoon, had het koningschap van Rohan op zich genomen en in het voorjaar heroverde hij Edoras en doodde Wulf. Nu Gondor ook de strijd tegen de Kapers had gewonnen, kon Fréaláf met Gondors hulp de Donkerlanders terugdrijven achter de Isen en de Adorn.